# Moon Dust
Moon Dust ist ein gemeinsames Musikprojekt der beiden deutschen Musikproduzenten Sven Kirschner und Alex Strasser.
Kirschner und Strasser, die seit 1994 in Köln das Plattenlabel Parkland Music betreiben, nahmen im Frühjahr 2007 eine elektronisch adaptierte Version des Hits Angels, im Original von Robbie Williams, auf. Für die Produktion gewannen sie Verena von Strenge als Sängerin, die Mitte der 1990er Jahre mit der Band Dune einige Charterfolge feiern konnte.
Nach der Veröffentlichung der Single stiegen sie Mitte April 2007 auf Anhieb in die deutschen Charts ein.

## Diskografie
Singles
- 2007: Angels